# Liste der denkmalgeschützten Objekte in Silz (Tirol)
Die Liste der denkmalgeschützten Objekte in Silz enthält die 18 denkmalgeschützten, unbeweglichen Objekte der Gemeinde Silz im Bezirk Imst.

## Denkmäler
| Foto |                 | Denkmal | Standort                                      | Beschreibung | Metadaten |
| ---- | --------------- | --- | --------------------------------------------- | --- | --- |
| ja   | Datei hochladen | Kriegergedächtniskapelle und Soldatenfriedhof HERIS-ID: 17457 Objekt-ID: 13735 TKK: 20185                                                       | Alte Bundesstraße 10 Standort KG: Silz        | Die Kapelle wurde um 1730/1740 erbaut, die Freskierung im Inneren stammt von Heinrich Kluibenschedl aus dem Jahre 1919, die Fassadenfresken von Karl Obleitner senior aus dem Jahre 1952. Der einjochige, annähernd quadratische Mauerbau mit dreiseitig schließendem Chor und Satteldach hat an der Ostfassade über dem abgefasten Rundbogenportal einen geschwungenen Blendgiebel, darauf ein Fresko der Auferstehung Christi (inschriftlich 1952). Die Fensteröffnungen an den Traufseiten sind in stumpfen Spitzbögen geschlossen. Der Betraum hat ein Kreuzgratgewölbe und einen runden Triumphbogen. Davon ist die Apsis abgesetzt, sie hat Stuckauflagen am Schirmgewölbe. Die Dekorations- bzw. Gewölbemalereien von 1919 zeigen die hll. Michael, Sebastian, Florian und Georg. Auf dem Soldatenfriedhof befinden sich Gräber von Silzer Gefallenen aus den beiden Weltkriegen. Eine Gedenktafel erinnert an Tiroler Freiheitskämpfer Josef Marberger. | BDA-Hist.: Q37839250 Status: § 2a Stand der BDA-Liste: 2025-06-30 Name: Kriegergedächtniskapelle und Soldatenfriedhof GstNr.: .180 |
| ja   | Datei hochladen | Frühmesserhaus HERIS-ID: 97948 Objekt-ID: 113817 TKK: 115717                                                                                    | Dr. Decristoforo-Straße 1 Standort KG: Silz   | Das Frühmesserbenefizium wurde 1710 urkundlich gestiftet. Der zweigeschoßige Bau hat ein Satteldach. | BDA-Hist.: Q37770927 Status: § 2a Stand der BDA-Liste: 2025-06-30 Name: Frühmesserhaus GstNr.: 7257 |
| ja   | Datei hochladen | Altersheim, Schwesternheim Klösterle HERIS-ID: 17444 Objekt-ID: 13722 TKK: 20245                                                                | Dr. Decristoforo-Straße 10 Standort KG: Silz  | 1837 wurde von den Barmherzigen Schwestern aus Zams eine Filiale in Silz gegründet, die Schwestern waren anfänglich in einem Bauernhaus untergebracht. 1844 wurde der Neubau fertig gestellt und ab 1876 war darin auch eine Kinderbewahranstalt untergebracht. Gegenwärtig (2015[veraltet]) wird das Gebäude für die Musikschule und die Bezirkschronik genutzt. Der zweigeschoßige Mauerbau mit Walmdach hat eine regelmäßige Fassadengliederung die durch Putzauflagen betont ist: Über einem breiten Sockelstreifen Eckquaderung an den Gebäudekanten sowie gerade Bänderung der Maueröffnungen. | BDA-Hist.: Q37839124 Status: § 2a Stand der BDA-Liste: 2025-06-30 Name: Altersheim, Schwesternheim Klösterle GstNr.: 7891 |
| ja   | Datei hochladen | Kirche Kühtai HERIS-ID: 17470 Objekt-ID: 13749 TKK: 20179                                                                                       | Kühtai (Kirche) Standort KG: Silz             | Die Kirche wurde im Jahre 1976 nach den Plänen der Architekten Hans und Ingo Feßler errichtet. | BDA-Hist.: Q1749356 Status: § 2a Stand der BDA-Liste: 2025-06-30 Name: Kirche Kühtai GstNr.: 6692/17 Expositurkirche Kühtai |
| ja   | Datei hochladen | Ehemaliges Jagdschloss Kühtai, Hotel HERIS-ID: 17471 Objekt-ID: 13750 TKK: 20178                                                                | Kühtai 2 Standort KG: Silz                    | Kühtai war Jagdsitz eines hochalpin gelegenen landesfürstlichen Jagdreviers. Urkundlich 1288 als Schwaighof belegt, wurde der Hof 1623 bis 1628 vom Landesfürsten Erzherzog Leopold als herrschaftlich ausgestatteter Sitz umgestaltet. Der ursprüngliche Charakter vor allem in den so genannten Fürstenzimmern im ersten Stock, den Wohnräumen der fürstlichen Jagdgesellschaft, ist erhalten geblieben. Im Flur gotisierendes Kreuzgratgewölbe. | BDA-Hist.: Q37839502 Status: Bescheid Stand der BDA-Liste: 2025-06-30 Name: Ehem. Jagdschloss Kühtai/Hotel GstNr.: 6697/29 |
| ja   | Datei hochladen | Kapelle Kühtai HERIS-ID: 17469 Objekt-ID: 13748 TKK: 20190                                                                                      | bei Kühtai 2 Standort KG: Silz                | Die Kapelle wurde vermutlich in der 2. Hälfte des 17. Jahrhunderts im Zuge des Umbaus des Jagdschlosses Kühtai als Hofkapelle erbaut. 1958 wurde sie südlich um ein Joch erweitert. Der zweieinhalbjochige Mauerbau mit dreiseitigem Chorschluss hat ein schindelgedecktes Walmdach, darauf ein Dachreiter mit Zwiebelhaube. Das Rundbogenportal an der Südseite und die jeweils vier traufseitigen Fensteröffnungen sind rundbogig geschlossen. Innen bietet das quadratische Vorjoch eine offene Dachuntersicht und öffnet sich mit einem Rundbogen in den Betraum, der mit einer Stichkappentonne über schmalen Pilastern mit einfachem Gebälk abschließt. Die Apsis mit dem Schirmgewölbe ist durch einen flachen Gurtbogen abgesetzt. An den Gewölbeleisten Blattstuck, im Gewölbescheitel Stuckrosetten. | BDA-Hist.: Q23541685 Status: Bescheid Stand der BDA-Liste: 2025-06-30 Name: Kapelle Kühtai GstNr.: .242 |
| ja   | Datei hochladen | Marienbrunnen HERIS-ID: 17468 Objekt-ID: 13747 TKK: 20207                                                                                       | gegenüber Meiergasse 3 Standort KG: Silz      | Der Marienbrunnen ist ein Laufbrunnen aus der 2. Hälfte des 19. Jahrhunderts mit einem annähernd quadratischen Steintrog. Auf der achteckigen Brunnensäule aus Holz steht unter einer Blechverdachung eine Holzskulptur der hl. Maria mit Kind. | BDA-Hist.: Q37839411 Status: § 2a Stand der BDA-Liste: 2025-06-30 Name: Marienbrunnen GstNr.: 7847 |
| ja   | Datei hochladen | Ölbergkapelle HERIS-ID: 17461 Objekt-ID: 13739 TKK: 20251                                                                                       | westlich Ölbergweg 12 Standort KG: Silz       | Der achteckige, spätbarocke Mauerbau mit Pyramidendach stammt aus dem 2. Viertel des 18. Jahrhunderts. Die Fassade hat große, segmentbogige Fenster und Ecklisenen. An der nordwestlichen Eingangsfassade ragt ein geschwungener Giebel über den Dachansatz hinaus. Über dem Rundbogenportal befindet sich ein querovaler Oculus. Die Pilaster in den Ecken des Zentralraums werden durch Stuckbänder verlängert, die die Kuppel unterteilen. Laub- und Bandlwerkornamente und Festons. Ein Fresko zeigt Gottvater und mit der Taube in baldachinartiger Stuckrahmung. | BDA-Hist.: Q37839280 Status: Bescheid Stand der BDA-Liste: 2025-06-30 Name: Ölbergkapelle GstNr.: .179 |
| ja   | Datei hochladen | Angerkirche hl. Sebastian mit Kirchhof und Friedhof HERIS-ID: 17443 Objekt-ID: 13721 TKK: 20183                                                 | gegenüber Pozuzostraße 62 Standort KG: Silz   | Die Angerkirche ist eine 1634 bis 1656 erbaute Pestkapelle nordwestlich außerhalb des Dorfes. Um 1900 wurde sie innen mit neuer Dekorationsmalerei versehen. Der gotisierende, zweijochige Mauerbau hat einen dreiseitigen Chorschluss. Das steile, schindelgedeckte Satteldach ist über der Apsis von einem schmalen Turmansatz mit spitzem Kegeldach unterbrochen. Seitlich des an der Westseite gelegenen Rundbogenportals befindet sich ein Segmentbogenfenster. An den Traufseiten gibt es je zwei, in der Apsis je ein spitzbogig geschlossenes Fenster. Über dem Portal befinden sich zwei gemalte Rokokokartuschen mit einer Verkündigungsdarstellung sowie mit Maria und dem hl. Antonius. Innen eine gedrückte, zweijochige Stichkappentonne, ein runder, abgefaster Triumphbogen sowie die Apsis mit Schirmgewölbe. Der Friedhof existiert urkundlich seit 1656 und ist von einer Umfassungsmauer umgeben. Vor der Kapelle steht ein Wegkreuz im geschlossenen Bretterkasten aus der 2. Hälfte des 19. Jahrhunderts.                                                       | BDA-Hist.: Q37839105 Status: § 2a Stand der BDA-Liste: 2025-06-30 Name: Angerkirche hl. Sebastian mit Kirchhof und Friedhof GstNr.: 6901, .376 Angerkirche hl. Sebastian Silz |
| ja   | Datei hochladen | Burg und Kloster St. Petersberg mit Wohn-, Nebengebäuden, Wehranlagen sowie Mauerresten im Erdreich HERIS-ID: 17456 Objekt-ID: 13734 TKK: 20209 | Sankt Petersberg 60 Standort KG: Silz         | Die Burg St. Petersberg wurde von den Welfen als zentraler Stützpunkt der Verwaltung ihrer Tiroler Besitzungen errichtet und 1196 erstmals urkundlich als „Neuhaus“ erwähnt. | BDA-Hist.: Q1014042 Status: § 2a Stand der BDA-Liste: 2025-06-30 Name: Burg und Kloster St. Petersberg mit Wohn-, Nebengebäuden, Wehranlagen sowie Mauerresten im Erdreich GstNr.: .183, .221, .223, .224, .225, .226, .383, 4003, 4007, 4009, 4010, 4011, 4012, 4014, 4015, 4016, 4018/1, 4018/2, 6789, 6809/1, 6809/2, 6811 Burg St. Petersberg |
| ja   | Datei hochladen | Kath. Pfarrkirche hll. Petrus und Paulus HERIS-ID: 17441 Objekt-ID: 13719 TKK: 20180                                                            | gegenüber Tiroler Straße 82 Standort KG: Silz | Der historisierende dreischiffige Kirchenbau zeigt romanisierende Baudetails und wurde von 1845 bis 1848 erbaut. | BDA-Hist.: Q21708137 Status: § 2a Stand der BDA-Liste: 2025-06-30 Name: Kath. Pfarrkirche hll. Petrus und Paulus GstNr.: .1 Pfarrkirche hll. Peter und Paul, Silz |
| ja   | Datei hochladen | Friedhof HERIS-ID: 17442 Objekt-ID: 13720 TKK: 20181, 20182                                                                                     | gegenüber Tiroler Straße 82 Standort KG: Silz | Der Friedhof erstreckt sich westlich und östlich der Pfarrkirche. Er wurde Ende des 19. Jahrhunderts angelegt. Eine Kapellenwand umgibt den Friedhof, in den Nischen der Kapellen befinden sich Grabmäler. An der südlichen Friedhofsmauer steht ein Kruzifix im geschlossenen Bretterkasten aus der 1. Hälfte des 18. Jahrhunderts. | BDA-Hist.: Q37839088 Status: § 2a Stand der BDA-Liste: 2025-06-30 Name: Friedhof GstNr.: 1 |
| ja   | Datei hochladen | Bezirksgericht HERIS-ID: 17450 Objekt-ID: 13728 TKK: 20222                                                                                      | Tiroler Straße 82 Standort KG: Silz           | Das Amtsgebäude wurde 1844 im spätklassizistischen Stil erbaut, 1954/1955 wurde ein Gefangenentrakt angebaut. 1965 wurde der Gefangenenhausbetrieb eingestellt und der Trakt seit damals als Archiv genutzt. Der stattliche, dreigeschoßige Mauerbau mit Walmdach steht gegenüber der Pfarrkirche. Die Fassaden sind regelmäßig gegliedert und mit klarer Putzgliederung strukturiert. Das zweiflügelige Portal mit verglaster Lünette in profilierter Rundbogenrahmung, von Pilastern flankiert, befindet sich mittig an der Straßenfassade. Die Fenster des Erdgeschoßes sind rundbogig geschlossen, die oberen Geschoße haben Rechteckfenster mit einfacher Profilierung. Sämtliche Fenster haben Holzschlagläden. Das Erdgeschoß ist durch eine Putzquaderung strukturiert, die Gebäudekanten sind durch Ecklisenen betont, die auch die beiden Obergeschoße verbinden. Unter dem Walmdach ein kräftig profiliertes Konsolgesims. Der Mittelflur innen wird von einer flachen Tonne überwölbt.                                                                                    | BDA-Hist.: Q37839149 Status: Bescheid Stand der BDA-Liste: 2025-06-30 Name: Bezirksgericht GstNr.: .137 Bezirksgericht Silz |
| ja   | Datei hochladen | Josefsbrunnen HERIS-ID: 17467 Objekt-ID: 13746 TKK: 20205                                                                                       | Tiroler Straße 87a Standort KG: Silz          | Der Josefsbrunnen ist ein Laufbrunnen mit rechteckigem Steintrog und inschriftlich mit 1883 datiert. Auf einer gewundenen Brunnensäule aus Holz aus dem Jahre 1980 steht unter einer Blechverdachung eine Holzskulptur des hl. Josef. | BDA-Hist.: Q37839386 Status: § 2a Stand der BDA-Liste: 2025-06-30 Name: Josefsbrunnen GstNr.: 7878 |
| ja   | Datei hochladen | Steinerhof/Richterhaus HERIS-ID: 17454 Objekt-ID: 13732 TKK: 20215                                                                              | Tiroler Straße 97 Standort KG: Silz           | Das ehemalige Richterhaus, heute Steinerhof, wurde über einem älteren Baukern aus dem 16. Jahrhundert um 1720 vom Richter Georg Spreng erbaut. Das zweigeschoßig gemauerte Wohngebäude mit Satteldach ist giebelseitig zur Straße orientiert und über einen Mittelflur erschlossen. Auf der Gartenseite ist südlich ein achteckiger Turm mit Spitzdach eingestellt. An der Straßenfassade gibt es einen Blendgiebel mit seitlichen pylonenartigen Lisenen und einem Rundbogenfries. Das Erdgeschoß hat straßenseitig eine Keilsteinbekrönung über den Fenstern. Im Obergeschoß haben die Fenster einen geraden Putzrahmen, traufseitig gemalte Faschenrahmung. Im Inneren sind der Keller sowie im Erdgeschoß der Flur und mehrere Räume gewölbt. Im Flur des Obergeschoßes und im sogenannten Fürstenzimmer gibt es reichen Deckenstuck aus der Zeit um 1720. | BDA-Hist.: Q37839205 Status: Bescheid Stand der BDA-Liste: 2025-06-30 Name: Steinerhof/Richterhaus GstNr.: .28/1, .14/2, .179, 102, 104, 6900 |
| ja   | Datei hochladen | Wohnhaus des ehemaligen Paarhofes HERIS-ID: 68252 Objekt-ID: 81257 TKK: 30917                                                                   | Turmgasse 2 Standort KG: Silz                 | Das zweigeschoßig gemauerte, teils unterkellerte Wohngebäude mit Satteldach über längsrechteckigem Grundriss ist ein spätromanischer/frühgotischer Kernbau aus der zweiten Hälfte des 14. Jahrhunderts mit einer Erweiterung Ende des 16. Jahrhunderts/Anfang des 17. Jahrhunderts. Zusätzliche Ausbauten und Erneuerungen erfolgten im 19. Jahrhundert (Obergeschoß). Das schlichte äußere Erscheinungsbild ist bestimmt durch die Überlagerung von Baukörpern aus den einzelnen Bauphasen, die Fenster- und Türöffnungen in unterschiedlichen Größen, teilweise mit schrägem Fenstergewände, sind asymmetrisch in das Mauerwerk eingeschnitten. Unter dem partiell abgefallenen neuzeitlichen Putz sind im Sockelbereich Teile des alten Mauerwerks sichtbar. Innen erfolgt die Erschließung über einen Seitenflurgrundriss. Das Erdgeschoß ist in den Baudetails aus der ersten Ausbauphase erhalten: Tonnengewölbe mit Stichkappen im Flur und gewölbter Treppenaufgang (um 1600). Gewölbter Stiegenabgang in den spätromanischen Keller mit Holzbalkendecke und Rundbogenportal. | BDA-Hist.: Q38119179 Status: Bescheid Stand der BDA-Liste: 2025-06-30 Name: Wohnhaus des ehemaligen Paarhofes GstNr.: .81/1 |
| ja   | Datei hochladen | 6 Bildstöcke an der alten Landstraße nach Haiming HERIS-ID: 17462 Objekt-ID: 13740 TKK: 20253                                                   | Standort siehe Beschreibung KG: Silz          | Von den ursprünglich 15 von der Rosenkranzbruderschaft Silz gestifteten Bildstöcken an der alten Straße zwischen Haiming und Silz sind noch 11 erhalten. Die gemauerten Bildstöcke stammen aus dem 18. Jahrhundert, sie haben einen bauchigen Schaft und einen würfelförmigen Aufsatz mit brettergedecktem Satteldach. In den rundbogigen Nischen Darstellungen der Rosenkranzgeheimnisse des schmerzhaften und freudenreichen Rosenkranzes. Die ursprünglich bemalten Holztäfelchen wurden 1956 durch Keramiktafeln von Walter Honeder ersetzt. Die Bildstöcke befinden sich an den folgenden Stellen (von West nach Ost): 1, 2, 3, 4, 5, 6 und 7. Weitere Bildstöcke befinden sich in der Gemeinde Haiming (westlich der Bildstöcke in Silz): 1, 2, 3 | BDA-Hist.: Q37839334 Status: § 2a Stand der BDA-Liste: 2025-06-30 Name: 6 Bildstöcke an der alten Landstraße nach Haiming GstNr.: 6781/6, 7913/1 Rosary Haiming - Silz |
| ja   | Datei hochladen | Figurenbildstock hl. Johannes Nepomuk HERIS-ID: 17464 Objekt-ID: 13743 TKK: 115582                                                              | Standort KG: Silz                             | Holzkasten mit Figur des hl. Johannes Nepomuk aus dem 19. Jahrhundert. | BDA-Hist.: Q37839361 Status: § 2a Stand der BDA-Liste: 2025-06-30 Name: Figurenbildstock hl. Johannes Nepomuk GstNr.: 7734 |

## Ehemalige Denkmäler
| Foto |                 | Denkmal                                                | Standort                               | Beschreibung | Metadaten                                                                                                   |
| ---- | --------------- | ------------------------------------------------------ | -------------------------------------- | --- | --- |
| ja   | Datei hochladen | Bauernhof (Anlage) Objekt-ID: 13723 TKK: 20224bis 2016 | Großer Sandbühel 15a Standort KG: Silz | Das Wohngebäude des Paarhofes wurde urkundlich 1854 erbaut. Der zweigeschoßige Mauerbau mit Walmdach und Seitenflurgrundriss hat an der Fassade eine Putzgliederung durch Eckpilaster und Fensterumrahmungen und an den Obergeschoßfenstern der Westfassade gemalte Fensterbekrönungen. Das Gebäude wurde abgetragen. | BDA-Hist.: Q106670104 Status: Bescheid Stand der BDA-Liste: 2016-06-21 Name: Bauernhof (Anlage) GstNr.: .17 |